# Herb gminy Dziemiany
Herb gminy Dziemiany – symbol gminy Dziemiany.
Herb przedstawia na tarczy koloru niebieskiego z czarną obwódką w centralnej części głowę białego konia ze złotą grzywką. Nad nią umieszczono pięć złotych gwiazd, a pod – srebrną szablę. Elementy herbu mają swoją symbolikę – głowa konia przypomina o targach, z których słynęły Dziemiany, gwiazdy nawiązują do pięciu największych miejscowości gminy, a szabla – do bitwy pod Chojnicami.